# Eerste martelaren van de Romeinse Kerk

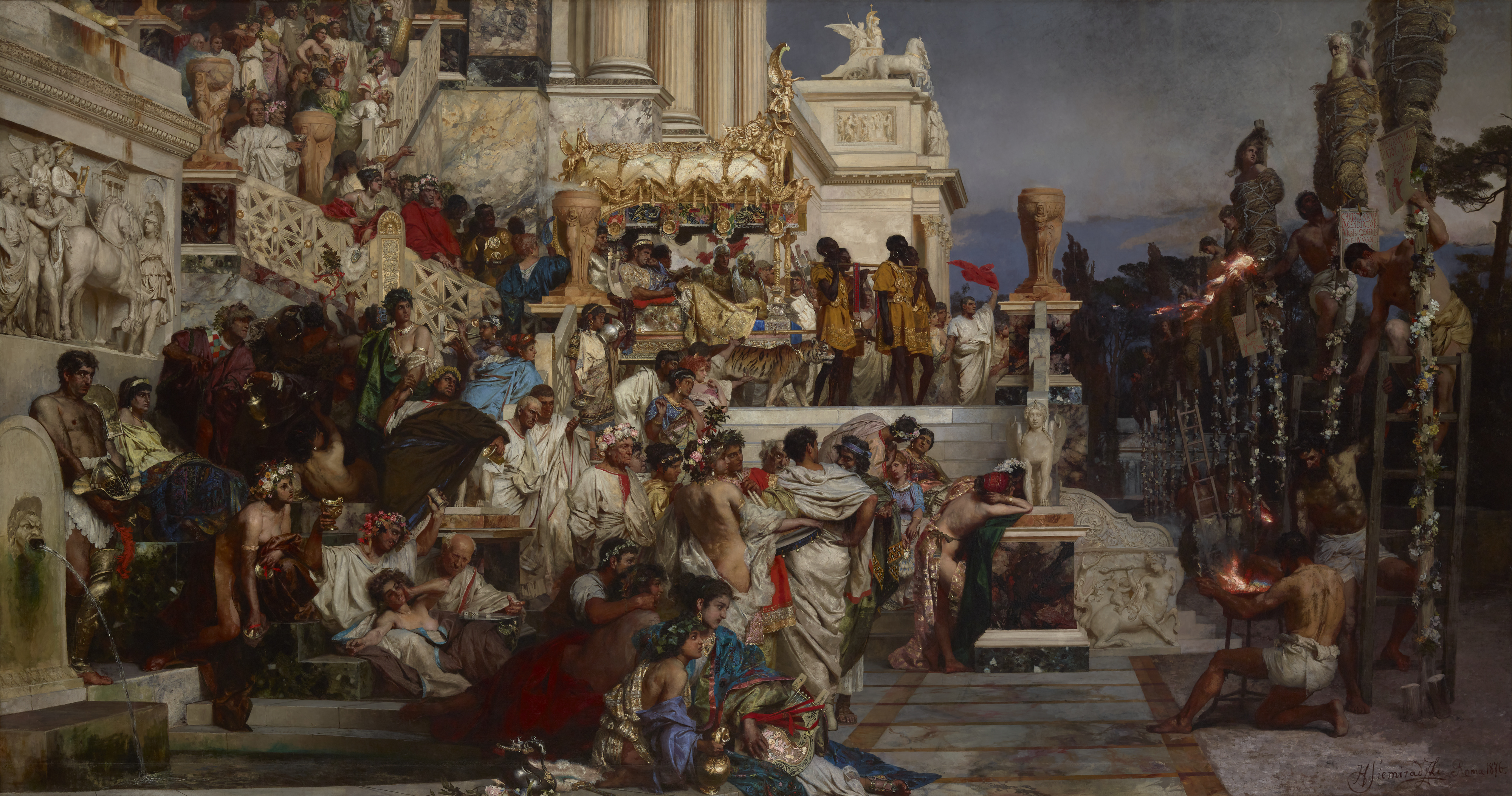
De eerste martelaren worden op last van keizer Nero als fakkels verbrand bij de ingang van het circus, schilderij van de Poolse schilder Henryk Siemiradzki

Tot de eerste martelaren van de Romeinse Kerk worden die martelaren gerekend die slachtoffer werden van de christenvervolging onder keizer Nero, na de Grote brand van Rome in het jaar 64.
Keizer Nero werd na de grote brand zelf verantwoordelijk gehouden voor het uitbreken ervan. Om aan deze verdenking te ontkomen, zocht hij - zoals Tacitus verhaalt - de jonge christengemeenschap aansprakelijk te stellen voor de dramatische gebeurtenissen. Hij liet hen vervolgen, oppakken en veroordelen, waarna ze vaak door kruisiging, levend verbranden, of als menselijk offer in het Romeins circus ter dood gebracht werden.
Deze eerste Romeinse martelaren hebben, sinds het Tweede Vaticaans Concilie hun gedachtenis op 30 juni, daags na het Hoogfeest van de Heilige Petrus en Paulus.